# William Farnum
William Farnum, nome alternativo Bill Farnum, (Boston, 4 luglio 1876 – Hollywood, 5 giugno 1953), è stato un attore statunitense.

## Biografia
Nato a Boston, nel Massachusetts, crebbe in una famiglia di attori, insieme ai due fratelli, Dustin e Marshall.
Fece il suo debutto di attore all'età di dieci anni a Richmond, in una produzione teatrale del Giulio Cesare, con protagonista Edwin Booth. Il suo più grande successo fu come protagonista in Ben-Hur nel 1900, dove rimpiazzò Edward Morgan, che aveva portato in scena il lavoro teatrale nel 1899. Più tardi, Farnum apparve in una serie di commedie e drammi insieme a Viola Allen, al fratello Dustin e a fianco della piccola Mary Miles Minter che, all'epoca, aveva nove anni.
Dal 1915 al 1925, Farnum si dedicò completamente al cinema, diventando uno dei più importanti divi di Hollywood, fatto che lo fece diventare anche uno degli attori più pagati, con uno stipendio di diecimila dollari la settimana. Di questi anni, restano un paio di pellicole, prodotte dalla Fox: il western Drag Harlan e la ricostruzione storica di Un vagabondo alla corte di Francia (ambedue del 1920).

## Vita privata
Farnum si sposò tre volte: la prima con l'attrice Mabel Eaton da cui divorziò, poi con Olive Thomas (1906-1931). La terza con Isabelle Major (1932-?).

## Riconoscimenti
William Farnum ha una stella sulla Hollywood Walk of Fame.

## Galleria d'immagini

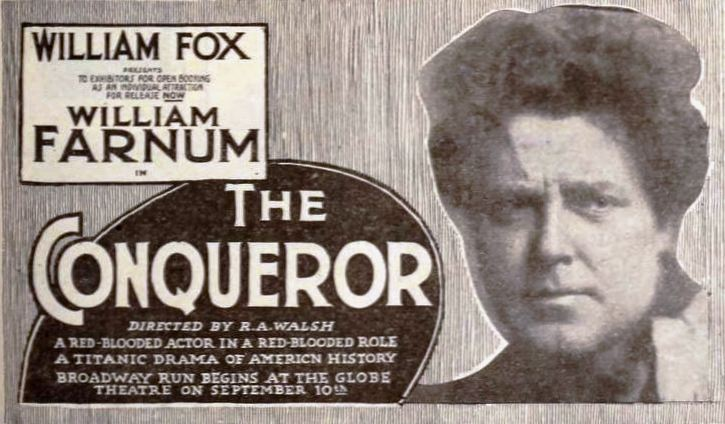
Il conquistatore (1917)
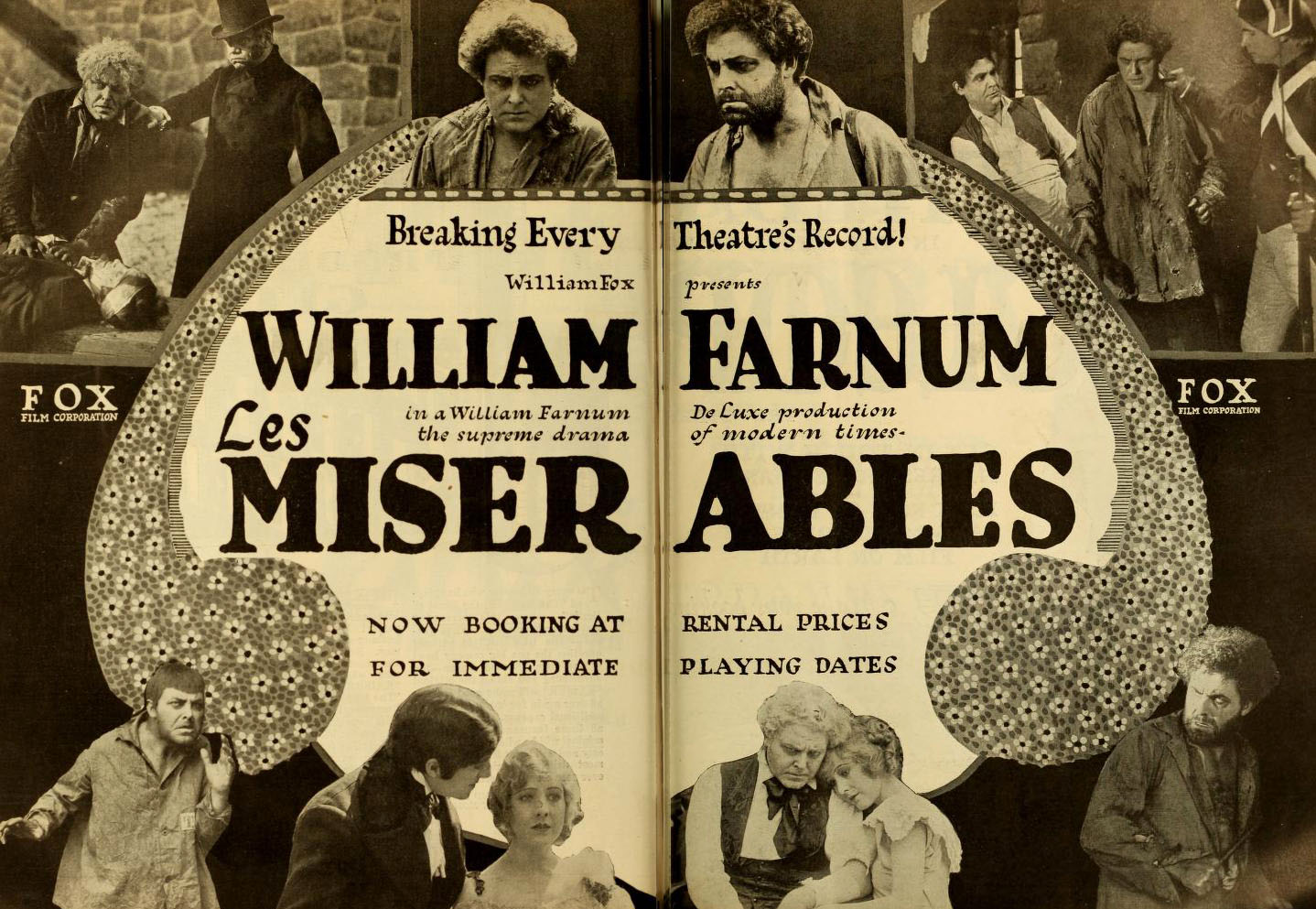
I miserabili (1917)
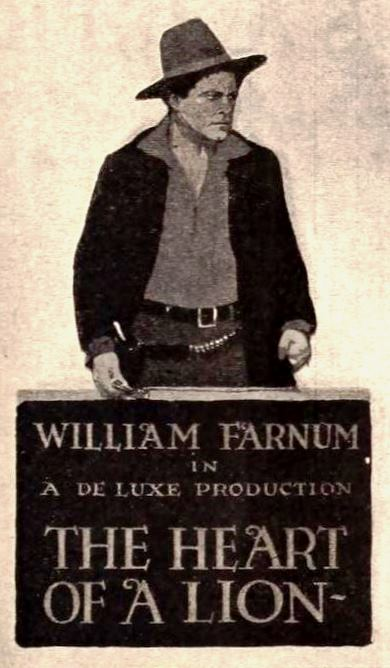
The Heart of a Lion (1917)
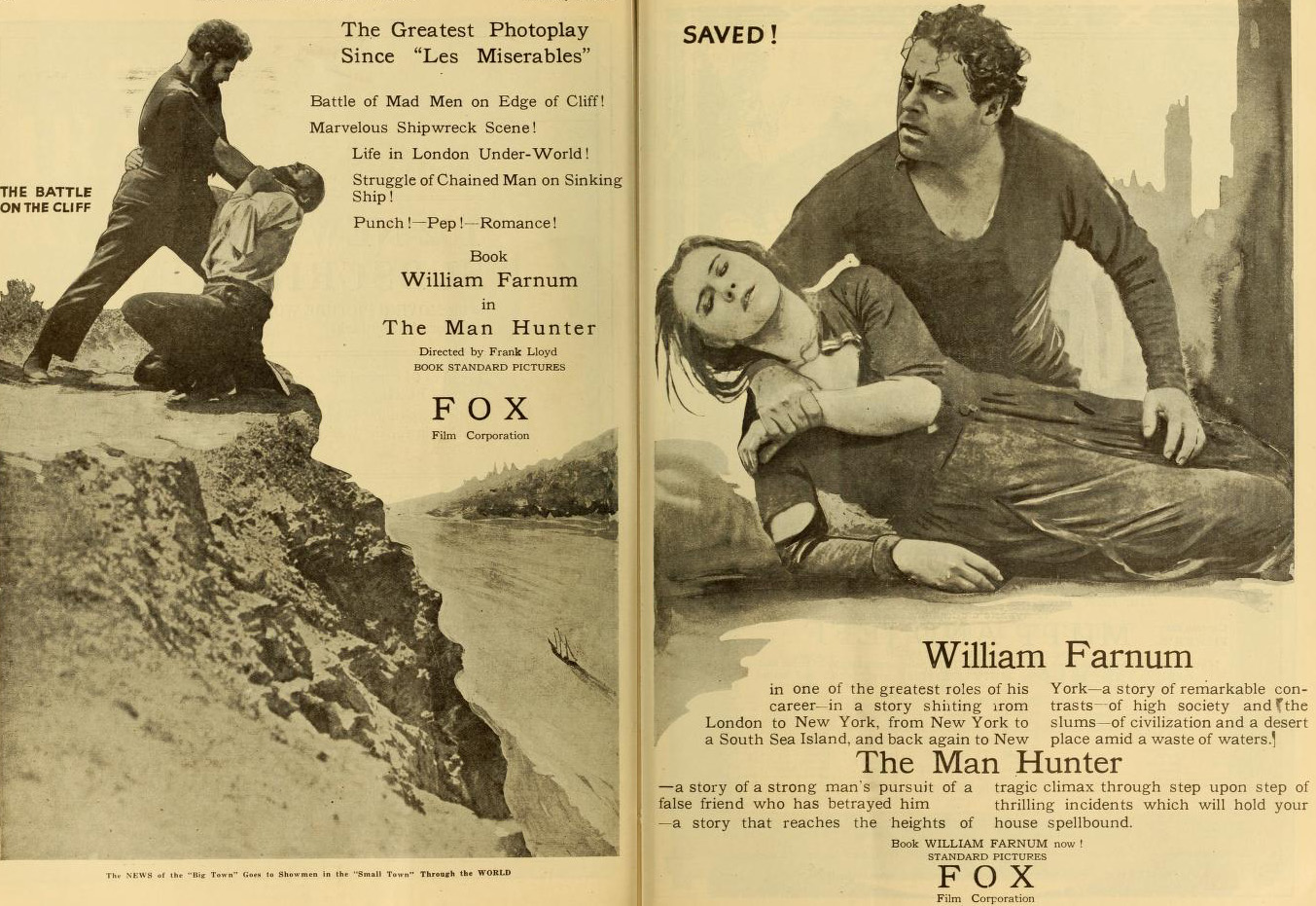
The Man Hunter (1919)
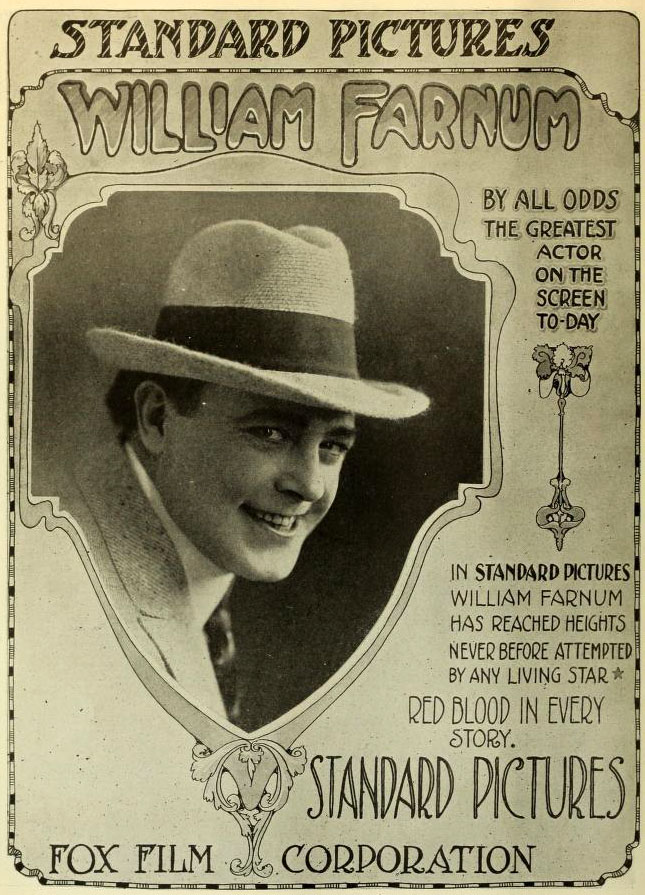
The Moving Picture World

## Filmografia

### Attore

#### 1914
- The Redemption of David Corson, regia di Frederick A. Thomson (1914)
- The Spoilers, regia di Colin Cambell (1914)
- The Sign of the Cross, regia di Frederick A. Thomson (1914)

#### 1915
- Samson, regia di Edgar Lewis (1915)
- A Gilded Fool, regia di Edgar Lewis (1915)
- The Nigger, regia di Edgar Lewis (1915)
- The Plunderer, regia di Edgar Lewis (1915)
- The Wonderful Adventure, regia di Frederick A. Thomson (1915)
- The Broken Law, regia di Oscar Apfel (1915)
- A Soldier's Oath, regia di Oscar Apfel  (1915)

#### 1916
- Fighting Blood, regia di Oscar Apfel (1916)
- The Bondman, regia di Edgar Lewis (1916)
- A Man of Sorrow, regia di Oscar Apfel (1916)
- The Battle of Hearts, regia di Oscar Apfel (1916)
- The Man from Bitter Roots, regia di Oscar Apfel (1916)
- The End of the Trail, regia di Oscar Apfel (1916)
- The Fires of Conscience, regia di Oscar Apfel (1916)

#### 1917
- The Price of Silence, regia di Frank Lloyd (1917)
- A Tale of Two Cities, regia di Frank Lloyd (1917)
- American Methods, regia di Frank Lloyd (1917)
- Il conquistatore (The Conqueror), regia di Raoul Walsh (1917)
- When a Man Sees Red, regia di Frank Lloyd (1917)
- Les Misérables, regia di Frank Lloyd (1917)
- The Heart of a Lion, regia di Frank Lloyd (1917)

#### 1918
- Rough and Ready
- True Blue, regia di Frank Lloyd (1918)
- Riders of the Purple Sage, regia di Frank Lloyd (1918)
- William Farnum in a Liberty Loan Appeal, regia di Frank Lloyd (1918)
- The Rainbow Trail, regia di Frank Lloyd (1918)
- For Freedom, regia di Frank Lloyd (1918)

#### 1919
- The Man Hunter, regia di Frank Lloyd (1918)
- The Jungle Trail, regia di Richard Stanton (1919)
- I predoni della prateria (The Lone Star Ranger), regia di J. Gordon Edwards (1919)
- Wolves of the Night
- L'ultimo eroe (The Last of the Duanes), regia di J. Gordon Edwards (1919)
- Wings of the Morning, regia di J. Gordon Edwards (1919)

#### 1920
- Heart Strings, regia di J. Gordon Edwards (1920)
- The Adventurer, regia di J. Gordon Edwards (1920)
- The Orphan, regia di J. Gordon Edwards (1920)
- The Joyous Troublemaker
- Un vagabondo alla corte di Francia (If I Were King), regia di J. Gordon Edwards (1920)
- Drag Harlan, regia di J. Gordon Edwards (1920)
- The Scuttlers, regia di J. Gordon Edwards (1920)

#### 1921
- His Greatest Sacrifice, regia di J. Gordon Edwards (1921)
- Perjury, regia di Harry Millarde (Harry F. Millarde) (1921)

#### 1922
- A Stage Romance, regia di Herbert Brenon (1922)
- Shackles of Gold
- Moonshine Valley
- Without Compromise

#### 1923
- Brass Commandments
- The Gunfighter, regia di Lynn Reynolds (1923)

#### 1924
- The Man Who Fights Alone, regia di Wallace Worsley (1924)

#### 1928
- Notti tropicali

#### 1930
- The Spoilers, regia di Edwin Carewe (1930)
- Madame du Barry (Du Barry, Woman of Passion), regia di Sam Taylor (1930)

#### 1931
- The Painted Desert, regia di Howard Higgin (1931)
- Ten Nights in a Barroom, regia di William A. O'Connor (1931)
- Un americano alla corte di re Artù (A Connecticut Yankee), regia di David Butler (1931)
- Oh! Oh! Cleopatra
- The Pagan Lady
- Law of the Sea
- The Wide Open Spaces

#### 1932
- The Drifter, regia di William A. O'Connor (1932)
- Il signor Robinson Crosuè
- Pistole fiammeggianti (Flaming Guns), regia di Arthur Rosson (1932)

#### 1933
- Reckless Decision
- Supernatural, regia di Victor Halperin (1933)
- Fighting with Kit Carson
- Stolen by Gypsies or Beer and Bicycles
- Another Language, regia di Edward H. Griffith (1933)
- Marriage on Approval

#### 1934
- Good Dame
- School for Girls
- Are We Civilized?
- Il conte di Montecristo
- Happy Landing, regia di Robert N. Bradbury (1934)
- The Scarlet Letter, regia di Robert G. Vignola (1934)
- Cleopatra, regia di Cecil B. DeMille (1934)
- The Brand of Hate, regia di Lewis D. Collins (1934)
- Il treno fantasma (The Silver Streak), regia di Tommy Atkins (1934)

#### 1935
- Million Dollar Haul
- I crociati
- Hollywood Extra Girl
- La grande arena (Powdersmoke Range) , regia di Wallace Fox (1935)
- Sotto il segno di El Toro (The Eagle's Brood), regia di Howard Bretherton (1935)
- Between Men, regia di Robert N. Bradbury (1935)
- The Irish Gringo
- The Fighting Coward, regia di Dan Milner (1935)

#### 1936
- Pantere rosse
- The Kid Ranger
- The Amazing Exploits of the Clutching Hand
- Undersea Kingdom, regia di B. Reeves Eason e Joseph Kane (1936)
- Hollywood Boulevard
- The Vigilantes Are Coming

#### 1937
- La vergine di Salem
- Git Along Little Dogies
- Public Cowboy No. 1

#### 1938
- The Lone Ranger, regia di John English e William Witney (1938)
- Duello col pirata nero
- Un vagabondo alla corte di Francia (If I Were King), regia di Frank Lloyd (1938)
- Santa Fe Stampede, regia di George Sherman (1938)
- Shine On, Harvest Moon, regia di Joseph Kane (1938)

#### 1939
- Mexicali Rose
- Colorado Sunset
- Rovin' Tumbleweeds
- South of the Border, regia di George Sherman (1939)

#### 1940
- Convicted Woman
- Adventures of Red Ryder
- La grande cavalcata
- Il cattivo la inseguiva ancora

#### 1941
- Tutta una vita (Cheers for Miss Bishop), regia di Tay Garnett (1941)
- Volto di donna (A Woman's Face), regia di George Cukor (1941)
- Gangs of Sonora, regia di John English (1941)
- Last of the Duanes
- I vendicatori

#### 1942
- Today I Hang
- Lone Star Ranger
- I cacciatori dell'oro
- Men of Texas
- Silver Bullet
- Boss of Hangtown Mesa
- Tish
- Deep in the Heart of Texas
- Tennessee Johnson
- Terra di conquista (American Empire), regia di William C. McGann (1942)

#### 1943
- Calaboose
- Anche i boia muoiono
- Prairie Chickens
- I rinnegati della frontera

#### 1944
- The Mummy's Curse, regia di Leslie Goodwins (1944)

#### 1945
- Wildfire, regia di Robert Emmett Tansey (1945)
- Capitan Kidd (Captain Kidd), regia di Rowland V. Lee (1945)

#### 1946
- Il paese di dio
- Rolling Home, regia di William Berke (1946)
- My Dog Shep

#### 1947
- La storia di Pearl White
- Solo il cielo lo sa

#### 1949
- Daughter of the West, regia di Harold Daniels (1949)
- La maschera dei Borgia (Bride of Vengeance, regia di Mitchell Leisen (1949)
- Sansone e Dalila (Samson and Delilah), regia di Cecil B. De Mille (1949)
- Gun Cargo

#### Anni cinquanta
- The Philco Television Playhouse

### Film o documentari dove appare William Farnum
- United States Fourth Liberty Loan Drive
- Screen Snapshots, Series 3, No. 6
- Hollywood Extra Girl documentario, regia di Herbert Moulton (1935)
- Meet the Stars#8: Stars Past and Present
- Hedda Hopper's Hollywood No. 2

## Doppiatori italiani
- Stefano Sibaldi in Anche i boia muoiono
- Amilcare Pettinelli in Sansone e Dalila